# Dinte-de-câine

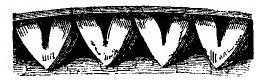
Ornamentul dinte-de-câine

În arhitectură, un dinte-de-câine sau un model de dinți-de-câine este un ornament găsit în modelele lucrărilor medievale de la începutul secolului al XII-lea, despre care se crede că a fost introdus de cruciați. Cel mai vechi exemplu se găsește în sala de la Rabbath Ammon din Moab, în Iordania (circa 614), construită de sasanizi, unde decorează mulurile arcurilor arcadelor oarbe și a cursurilor de corzi. Modelul e format din patru petale de flori care formează o formă pătrată sau rombică cu elemente centrale. Petalele au forma dintelui canin conic ascuțit.

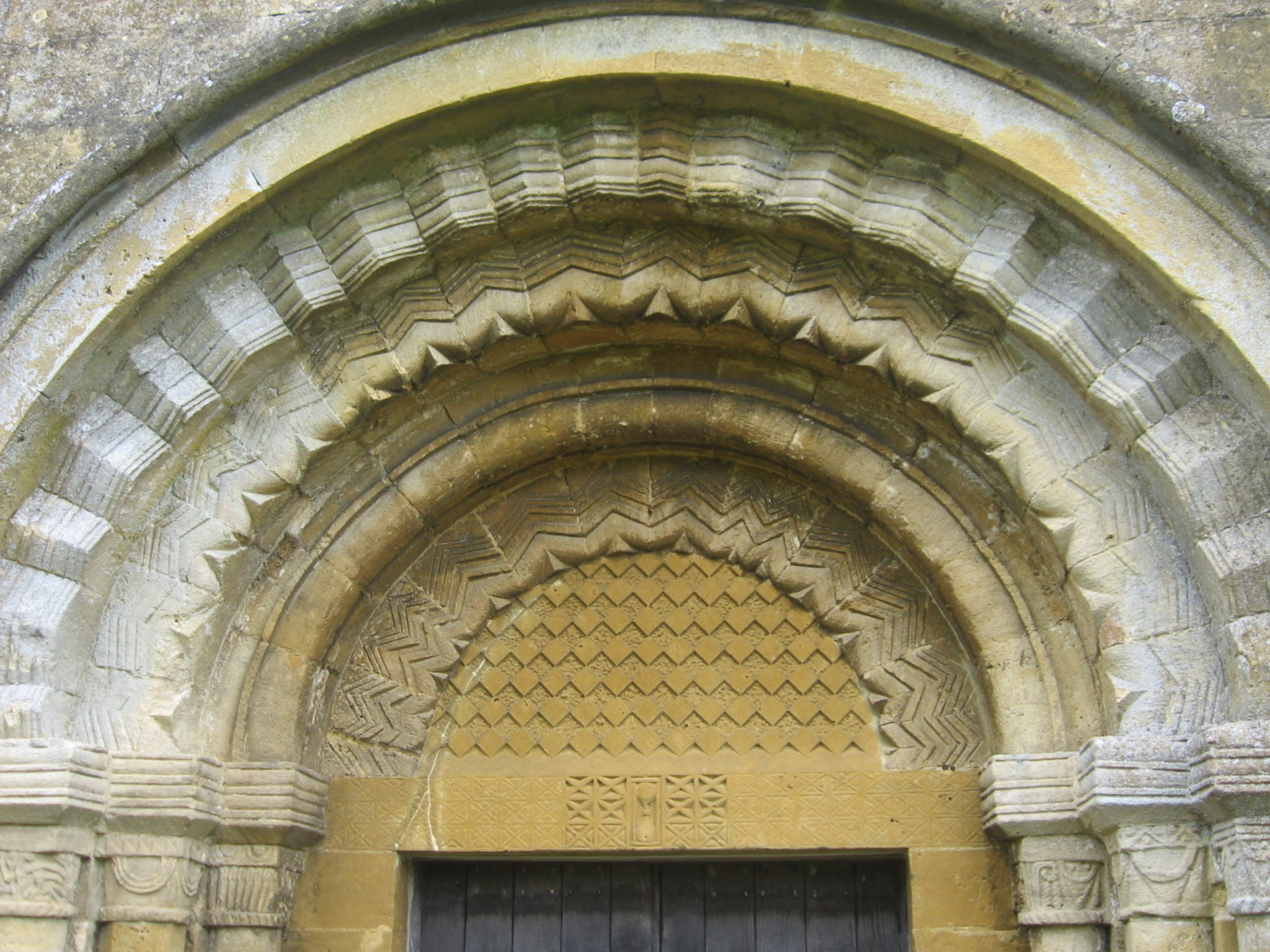
Arc normand la Biserica Sfântului Mihail și a Tuturor Îngerilor din Guiting Power, în Gloucestershire (Anglia)

În absida unei biserici din Murano, aproape de Veneția, e folosit într-un mod asemănător. În secolele al XII-lea și al XIII-lea a fost elaborat în continuare cu sculptură, pierzându-și astfel forma primitivă, dar constituindu-și cea mai frumoasă trăsătură decorativă. În Catedrala din Elgin din Scoția, ornamentul dinte-de-câine din arhivoltă devine o frunză cu patru lobi, iar în Biserica din Stone (Kent), un tip de floare mult mai îmbogățit. Se presupune că termenul își are originea într-o asemănare cu floarea Erythronium (în engleză dog tooth violet, tradus cuvânt cu cuvânt violetul dinților de câine), dar ideea originală a unui dinte proeminent e o explicație suficientă.